# Полина Шишкова
Полина Шишкова е български политик.

## Биография
Полина Шишкова е родена през 1986 г. в град Пазарджик. Завършва с бакалавърска степен „Публична администрация“ в Университета за национално и световно стопанство, София през 2009 г. В периода 2009 – 2011 г. следва магистратура във Висшето франкофонско училище по администрация и мениджмънт (ESFАМ) със специалност „Бизнес администрация“. Дипломата си получава от Университета в Нант, Франция. През 2019 г. става Магистър по Управление на комуникациите AGCOM в Université Toulouse 1 Capitole.
От 2011 г. работи последователно като главен експерт „Международна дейност“ и директор „КООП Медии и реклама“ в Централния кооперативен съюз. През 2018 година е Маркетинг мениджър в ЗАД „Армеец“.
От ноември 2019 г. е народен представител в XLIV народно събрание на Република България, част от парламентарната група на Коалиция БСП за България. Член е на Комисията по Външна политика и на Комисията по труда, социалната и демографска политика.